# Elytracanthina propinqua
Elytracanthina propinqua är en skalbaggsart som först beskrevs av Lane 1959.  Elytracanthina propinqua ingår i släktet Elytracanthina och familjen långhorningar. Inga underarter finns listade i Catalogue of Life.